# Lou Gehrig
Henry Louis „Lou“ Gehrig (* 19. Juni 1903 in New York City, New York als Heinrich Ludwig Gehrig; † 2. Juni 1941 ebenda) war ein US-amerikanischer Baseballspieler in der Major League Baseball (MLB). Er spielte während seiner gesamten Karriere bei den New York Yankees als First Baseman. Gehrig wurde sieben Mal in Folge in das All-Star-Team der American League gewählt, gewann sechs World-Series-Titel und wurde 1939, als aktiver Spieler, in die Baseball Hall of Fame aufgenommen. Er gilt als einer der erfolgreichsten Spieler in der Geschichte des Sports und stellte mehrere Rekorde auf, die lange Zeit gültig blieben. So wurden seine 23 Grand Slams erst rund 70 Jahre später durch Alex Rodriguez übertroffen. Seine Trikot-Nummer 4 war die erste Nummer, die von einem Team zu Ehren eines Spielers nicht mehr vergeben wurde.

## Kindheit und frühe Jahre
Gehrig wurde als Sohn der deutschen Einwanderer Heinrich Gehrig und Christina Foch in ärmlichsten Verhältnissen geboren. Sein Vater arbeitete als Putzmann, war jedoch wegen Epilepsie oft arbeitsunfähig, so dass die Mutter die Familie unterhalten musste. Da seine Eltern auf eine gute Ausbildung achteten, ging Gehrig 1921 zunächst mit einem Football-Stipendium auf die Columbia University. Damals war Football noch fast ausschließlich ein Schüler- und Studentensport, während Baseball zwar einen gut etablierten Profibetrieb hatte, aber andererseits an Bildungseinrichtungen kaum stattfand. Noch vor seinem ersten Semester spielte er, im Verstoß gegen die damals strengen Amateur-Grundsätze des Collegesports, zunächst unter einem falschen Namen Baseball für ein Team in Hartford, Connecticut. Das war sehr gefährlich, da er im Falle einer Aufdeckung seine College-Sportkarriere und somit sein Stipendium aufs Spiel gesetzt hätte. Genau das passierte nach einigen Spielen und Gehrig war während seines ersten Jahres am College gesperrt.
Im Jahr 1922 kehrte Gehrig zum Footballteam der Columbia University zurück und spielte anschließend im Baseballteam Columbia Nine. Hier wurde Gehrig von einem Scout entdeckt und 1923 von den New York Yankees unter Vertrag genommen.

## Star bei den New York Yankees
Zunächst spielte er nochmals eine Saison für das Team aus Hartford, bevor er 1925 ins Team der Yankees berufen wurde. Hier ersetzte er den bisherigen Stammspieler an der First Base, Wally Pipp, da dieser (so ist es zumindest überliefert) über Kopfschmerzen klagte, und spielte von da an über 13 Jahre jedes reguläre Spiel seiner Mannschaft, das bedeutete 2.130 Spiele in ununterbrochener Folge – ein Rekord, der erst 1995 von Cal Ripken Jr. gebrochen wurde. 1925 verlor er die World Series mit den Yankees, wo er mit Babe Ruth zusammen Rekord um Rekord brach. Die beiden lieferten sich harte Kämpfe um die meisten Home Runs in einer Saison.
1927 kam endlich der ersehnte Titelgewinn: die Yankees dominierten ihre Liga nach Belieben und überrollten die Pittsburgh Pirates in den Endspielen um die World Series; die 1927er-Yankees gelten als das stärkste Team der gesamten Baseballgeschichte. Gehrig erhielt den MVP-Award als bester Spieler in der World Series.
1932 wurde Gehrig der erste Spieler der American League, dem es gelang, vier Home Runs in einem Spiel zu schlagen. Da Ruth nach und nach schwächer wurde, nahm Gehrig nun langsam seinen Platz im Team ein. Hinzu kam ein privater Streit mit Ruth; beide sprachen in der Folge mehrere Jahre außerhalb des Feldes kein Wort mehr miteinander. Im selben Jahr gewannen die Yankees trotzdem die World Series, Gehrigs zweiter Titel. 1934 gewann Gehrig die Triple Crown.
Nachdem Ruth seine Karriere beendet hatte, bekam Gehrig mit Joe DiMaggio einen neuen Konkurrenten innerhalb des Teams. Das Duo gewann mit den Yankees 1936 die World Series und dominierte für die nächsten Jahre die Liga. Dies verdeutlicht sich in der vierjährigen Dynastie der Yankees, als sie zwischen 1936 und 1939 die World Series viermal in Folge gewinnen konnten. Gehrig und DiMaggio führten die Liga in Homeruns an.
Jedoch fiel auf, dass Gehrig im Laufe der 1938er Saison zunehmend schwächer wurde. Im darauffolgenden Jahr wurde bei ihm Amyotrophe Lateralsklerose (ALS) diagnostiziert, die man in den USA seither auch „Lou Gehrig’s disease“ nennt (auf Deutsch „Lou-Gehrig-Syndrom“). Dies bedeutete das Ende seiner Karriere.
Am 4. Juli 1939, dem Unabhängigkeitstag der Vereinigten Staaten, wurde er zeremoniell im Yankee-Stadium verabschiedet. Dort äußerte er den heute noch legendären Satz „Yet today I consider myself the luckiest man on the face of the earth“ („Doch heute betrachte ich mich als den glücklichsten Menschen auf der Erde“). Zu diesem Zeitpunkt wusste er bereits, dass er unheilbar erkrankt war. Bei dieser Gelegenheit sprachen Babe Ruth und Lou Gehrig nach acht Jahren wieder miteinander.

## Die Zeit nach dem Sport
Gehrigs Zeit nach dem Baseball war sehr kurz. Seine Frau Eleanor war an seiner Seite, als er am 2. Juni 1941 im Alter von 37 Jahren seiner Krankheit erlag. Sein Tod rührte die US-amerikanische Öffentlichkeit, Präsident Franklin D. Roosevelt schickte Blumen. Gehrigs Asche wurde im Kensico Cemetery in Valhalla, New York beerdigt.
Im Film Der große Wurf aus dem Jahr 1942 verkörpert der Schauspieler Gary Cooper Gehrig und ist ihm dabei in seinem Erscheinungsbild sehr ähnlich.
1996 wurde der Asteroid (5891) Gehrig nach ihm benannt.